# Villa Guicciardini
Villa Guicciardini si trova in via delle Panche 79 a Firenze.

## Storia e descrizione
La villa, dall'aspetto rustico tipico fiorentino con gli elementi in pietra che spiccano sull'intonaco chiaro, risale al XIV secolo, in particolare la torretta che ancora oggi si vede spuntare sul lato nord del cortile.
L'aspetto odierno risale soprattutto al XVI secolo. L'esterno è ingentilito solo dal portale con cornice a bugnato con giunti orientati a raggiera e chiave di volta cuspidata, oltre ad alcune rade finestre con davanzale su mensole e cimasa, chiuse da grate in ferro.
Più interessante è il cortile interno, decorato da tre arcate alternate a architravi, che disegnano il motivo della serliana, rette da colonne in pietra serena. Il lato sud invece ha una loggetta oggi tamponata da vetrate, che presenta invece pilastri a base ottagonale e capitelli a foglie d'acqua, un elemento tipicamente trecentesco.
Oggi la villa, dopo un accurato restauro, è usata per esposizioni di arte contemporanea.

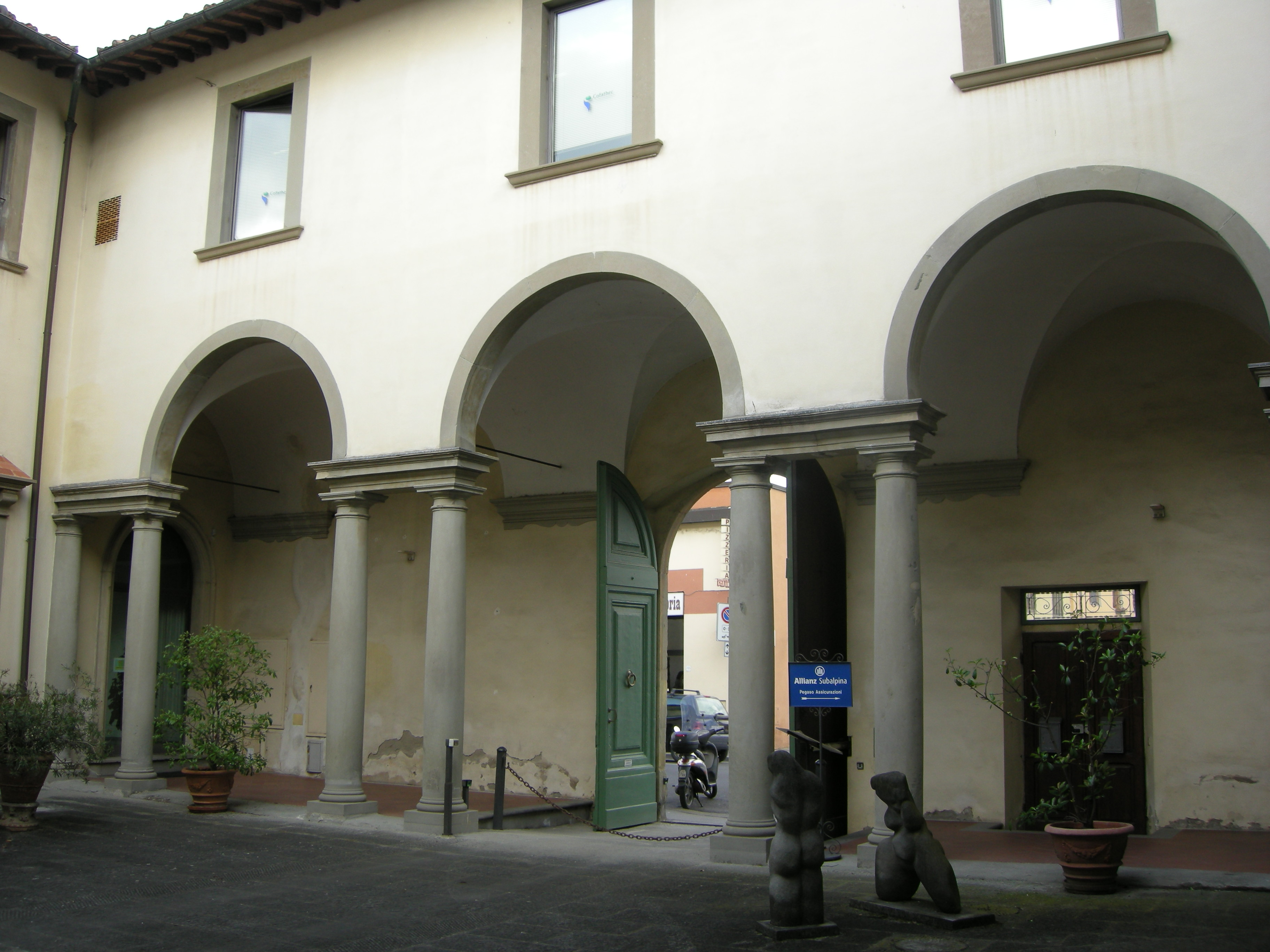
Il cortile
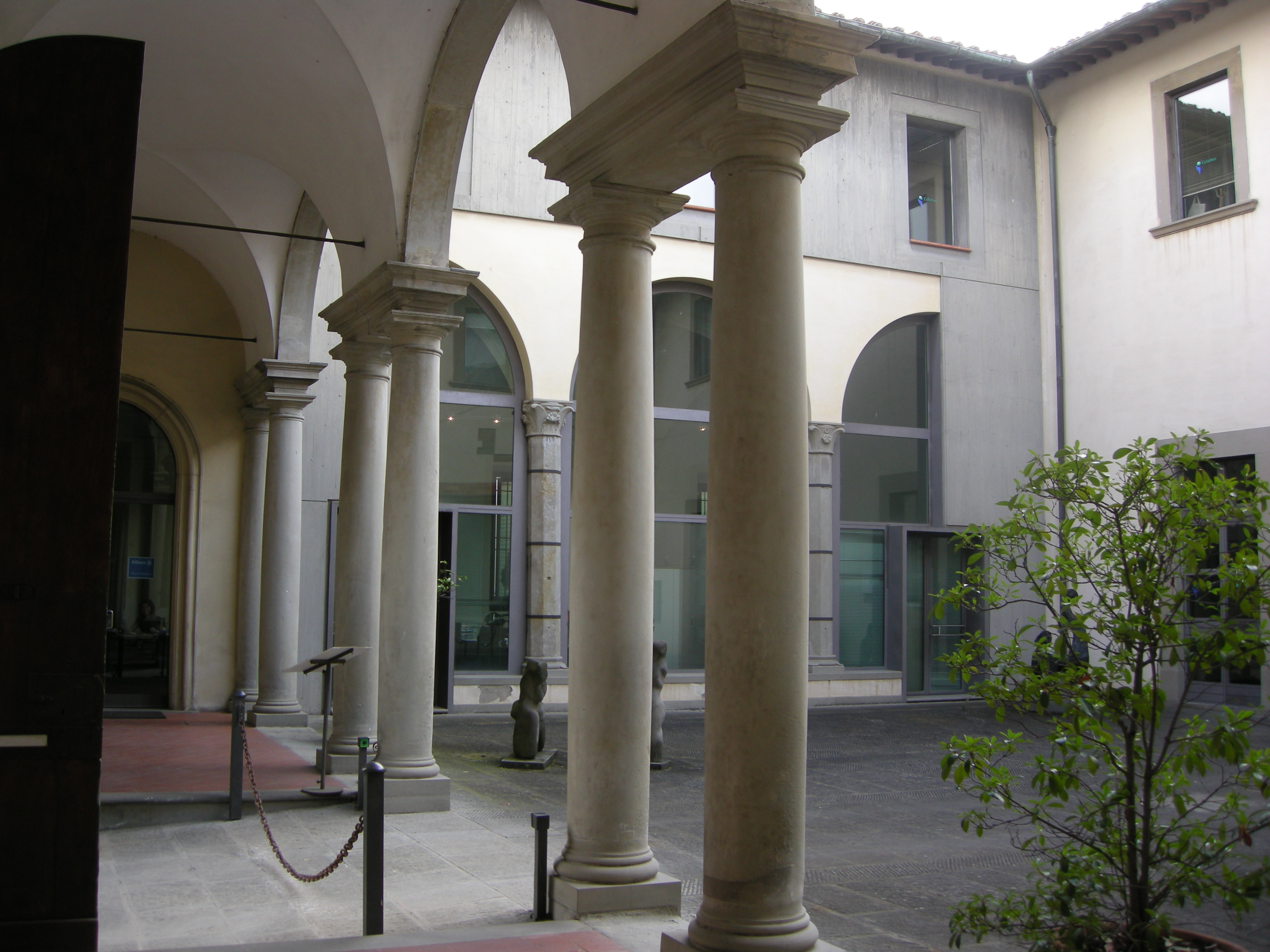
Il cortile
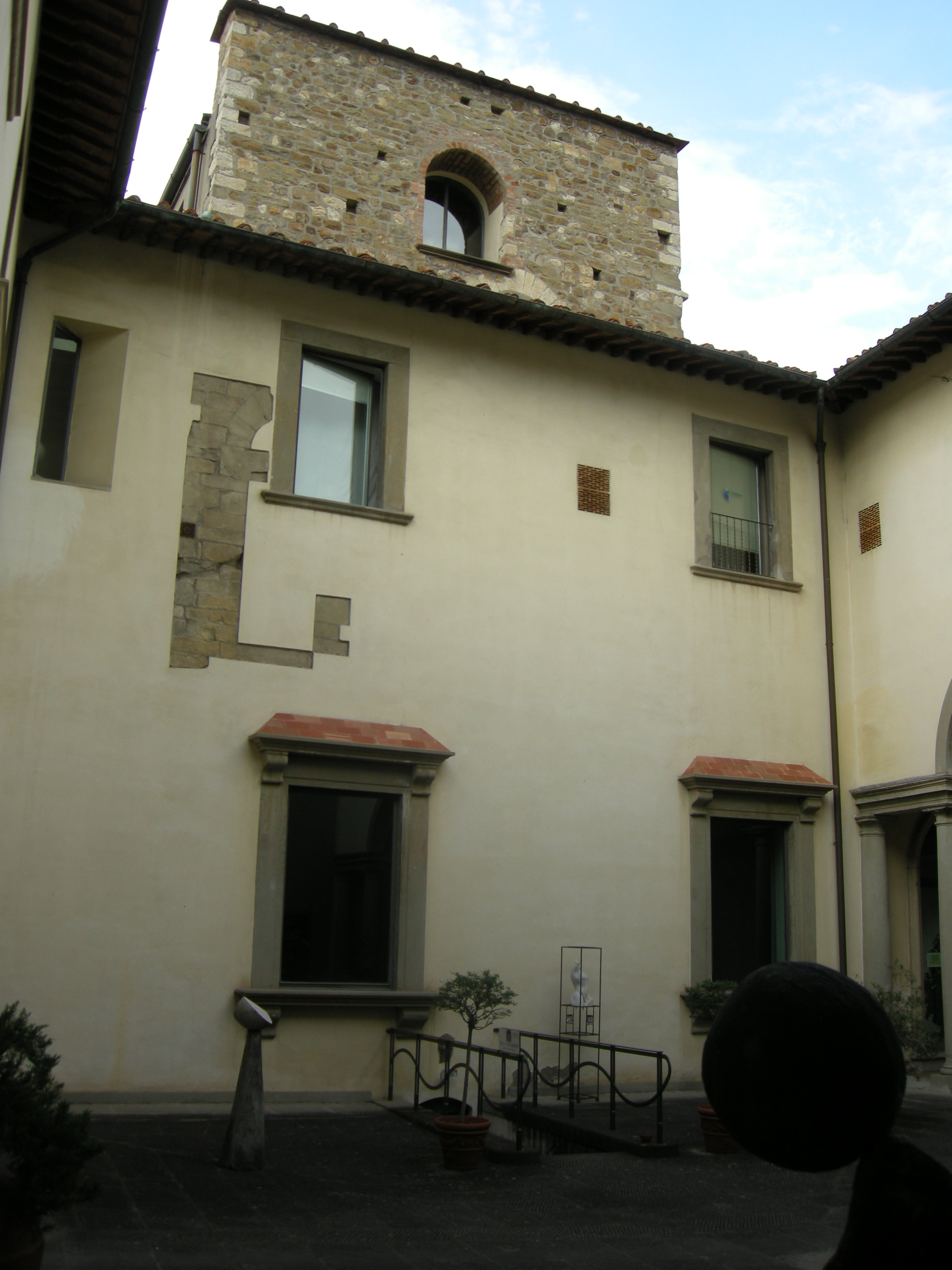
Il cortile con la torretta